# Hypothyris anastasia
Hypothyris anastasia är en fjärilsart som beskrevs av Bates 1862. Hypothyris anastasia ingår i släktet Hypothyris och familjen praktfjärilar. Inga underarter finns listade i Catalogue of Life.